# Hieracium paletaranum
Hieracium paletaranum là một loài thực vật có hoa trong họ Cúc. Loài này được Sleumer mô tả khoa học đầu tiên năm 1936.